# Casa Jekelius din Brașov
Casa Jekelius este una din cele mai vechi clădiri din Brașov. Casa Jekelius se numără între puținele case din centrul istoric al orașului care nu a fost afectată de incendiul din 1689. În anul 1848 Ferdinand Jekelius a înființat aici o farmacie care a funcționat timp de un secol. Clădirea, situată la intersecția străzii Republicii cu strada Michael Weiss, a fost declarată ulterior monument istoric (cod LMI BV-II-m-A-11540).

## Istoric
Casa Jekelius a fost construită în secolul al XVI-lea în centrul orașului, la intersecția străzii Porții (Ulița Căldărarilor) cu strada Michael Weiss, pe locul unei foste mănăstiri cisterciene. Casa a fost construită în mai multe etape, cu elemente renascentiste și baroce, având o structură modernă și rezistentă pentru epoca respectivă. Ca urmare clădirea nu a fost deteriorată de incendii și cutremure.

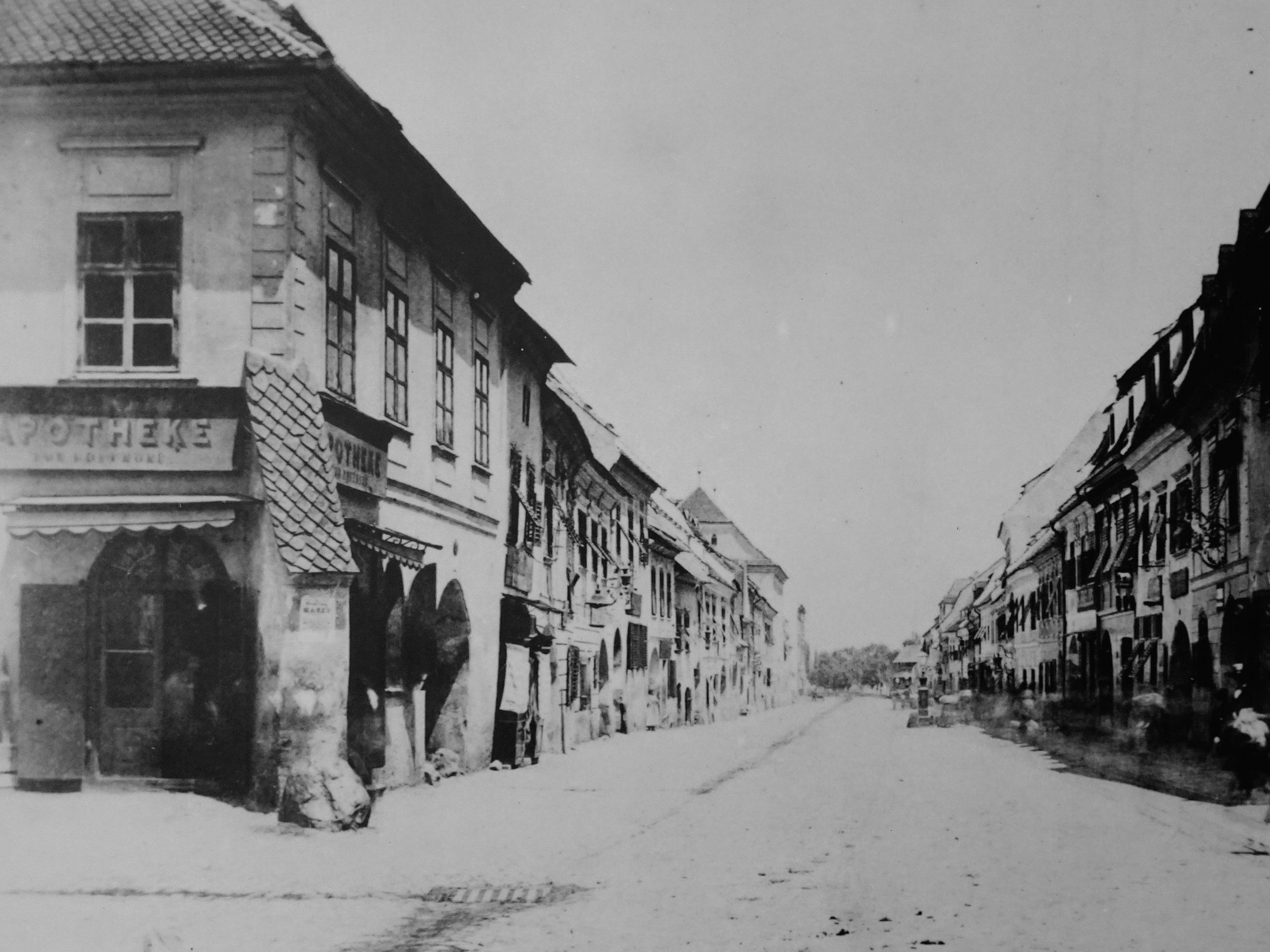
Strada Porții în 1861 și Casa Jekelius (stânga)

În anul 1848 farmacistul sas Ferdinand Jekelius a înființat farmacia „Zur Hoffnung” („La Speranța”) într-unul dintre magazinele de la parter, aceasta fiind a șaptea farmacie deschisă la Brașov. Oamenii din oraș au numit-o „Goldfischapotheke” („Farmacia Peștele de aur”), deoarece la intrare a existat un acvariu până la începutul secolului al XX-lea. În 1898 fiul lui Ferdinand, Emil Jekelius, a preluat conducerea farmaciei, urmat în 1922 de ginerele său, Erich Phleps.
La începutul secolului al XX-lea, celelalte două magazine din clădire erau magazinele de papetărie ale negustorului Hugo Gebauer și ale librarului Hans Meschendörfer, iar curtea interioară adăpostea atelierul fotografului Oskar Netoliczka.
Farmacia „Zur Hoffnung” a fost naționalizată în aprilie 1949 și apoi închisă. Mobilierul și alte echipamente au fost duse la nou înființata Farmacie nr. 1 a orașului, care se afla tot pe strada Republicii în imediata apropiere.
În clădire a funcționat ulterior o agenție Loto, iar mai recent un restaurant. Restul clădirii a fost și este folosit ca locuințe.

## Descriere
Casa Jekelius are două nivele și este situată pe colțul străzii Republicii cu strada Michael Weiss. La fel ca alte clădiri din epoca respectivă, are pereți masivi, ferestre mici și puține decoruri exterioare. Zidurile sale sunt întărite de patru contraforturi, unul pe colțul clădirii și trei pe strada Michael Weiss. Suprafața terenului pe care este construită clădirea este de 324 de metri pătrați, ocupată aproape în întregime; intrările în apartamente se fac din curtea interioară.

## Galerie de imagini

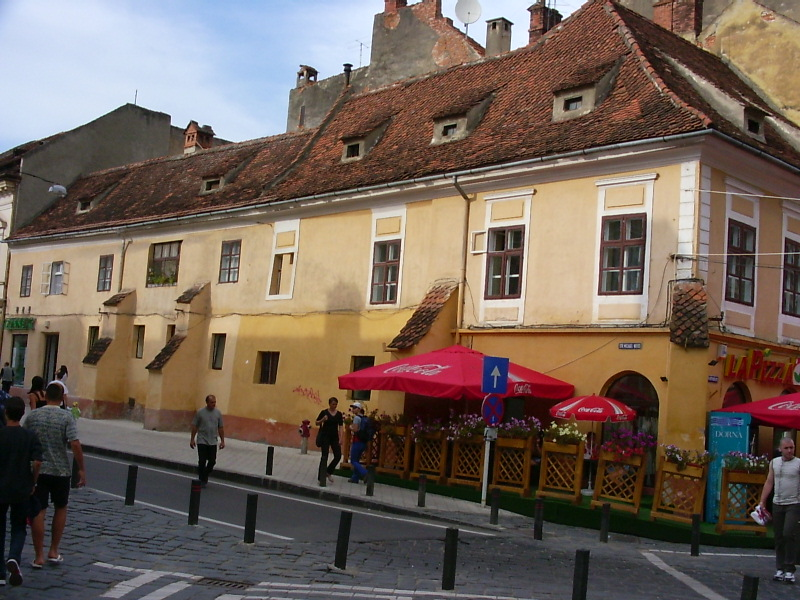
Casa Jekelius în 2004
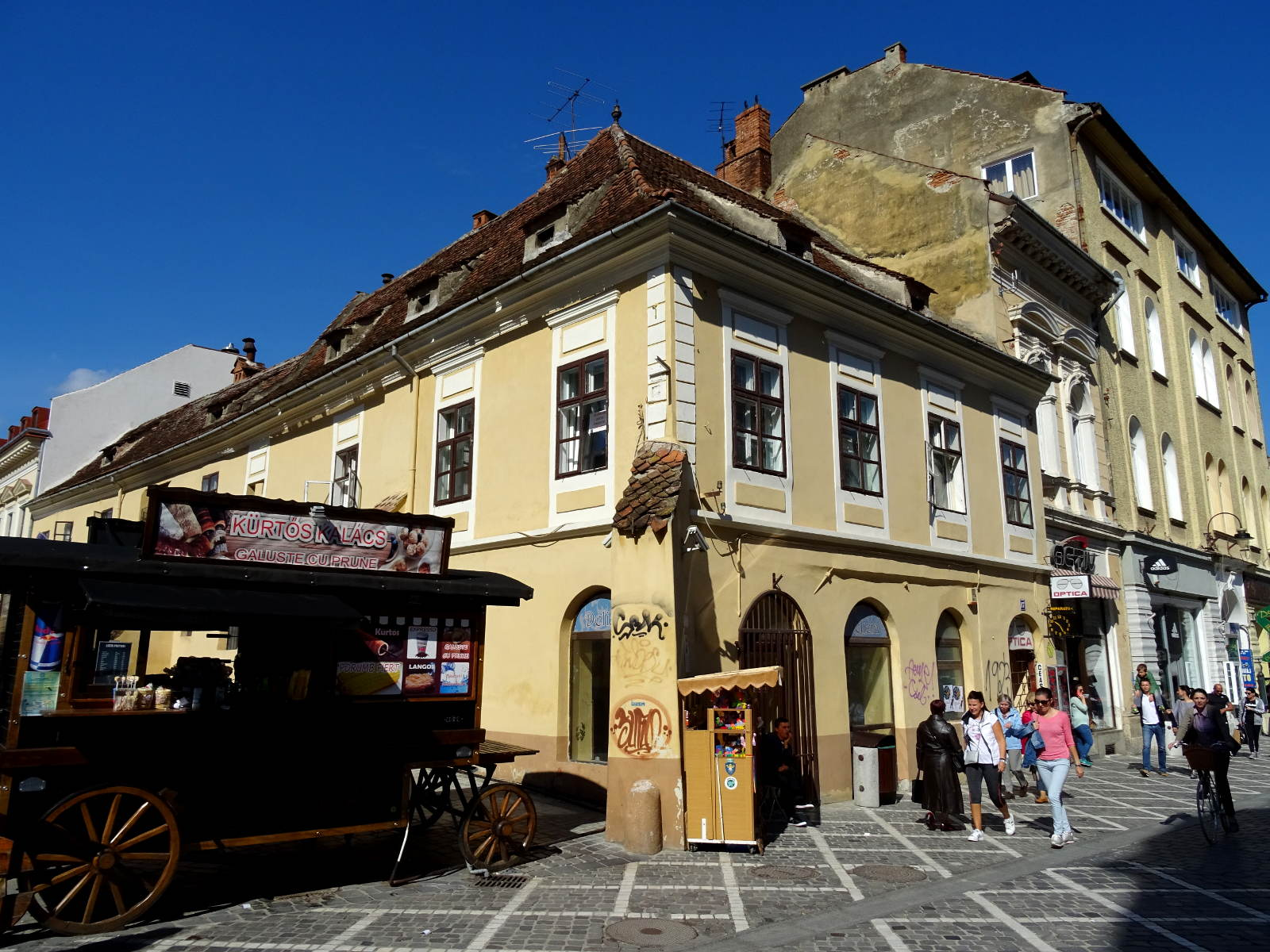
Casa Jekelius în 2016
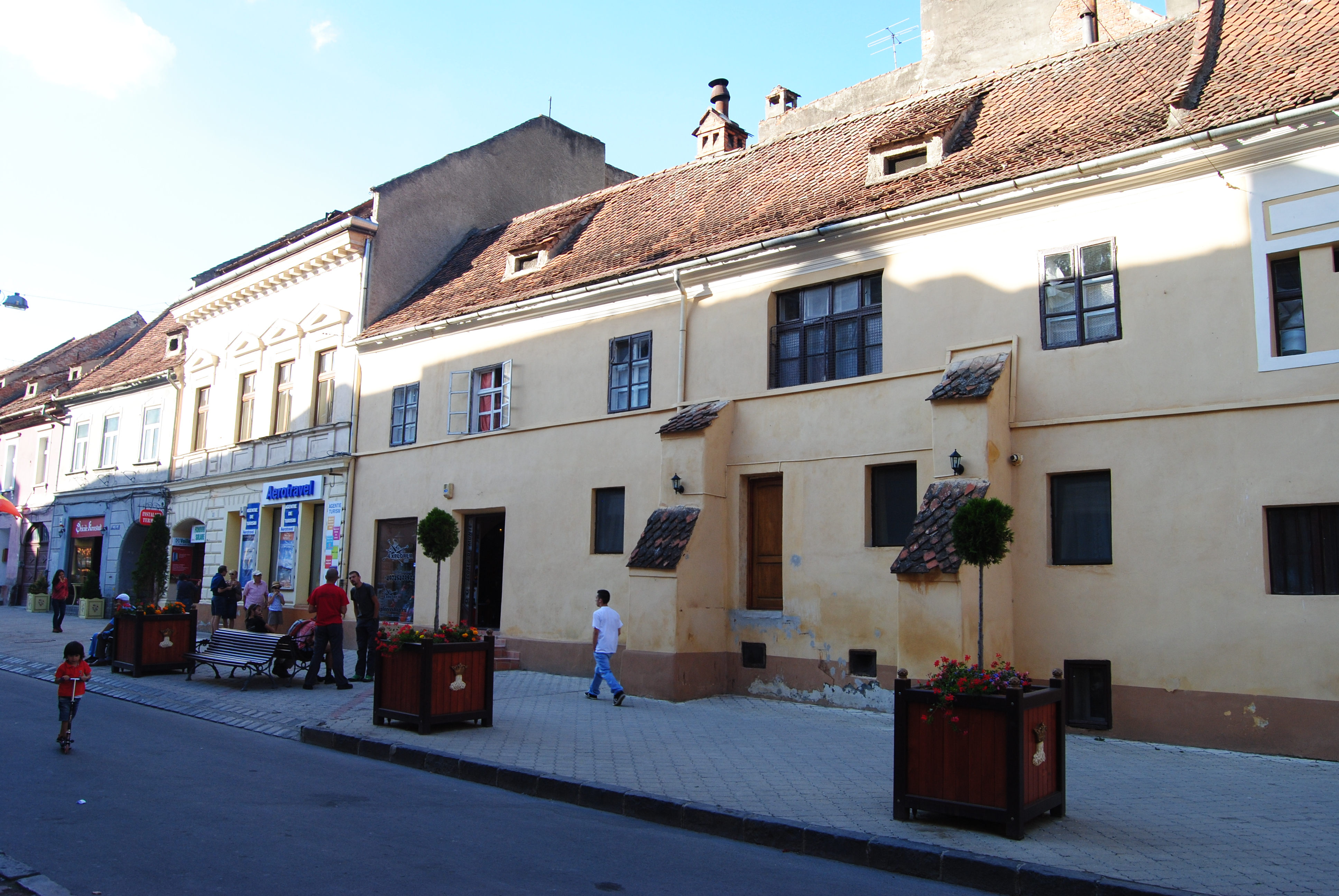
Casa Jekelius – vedere laterală din str. Michael Weiss
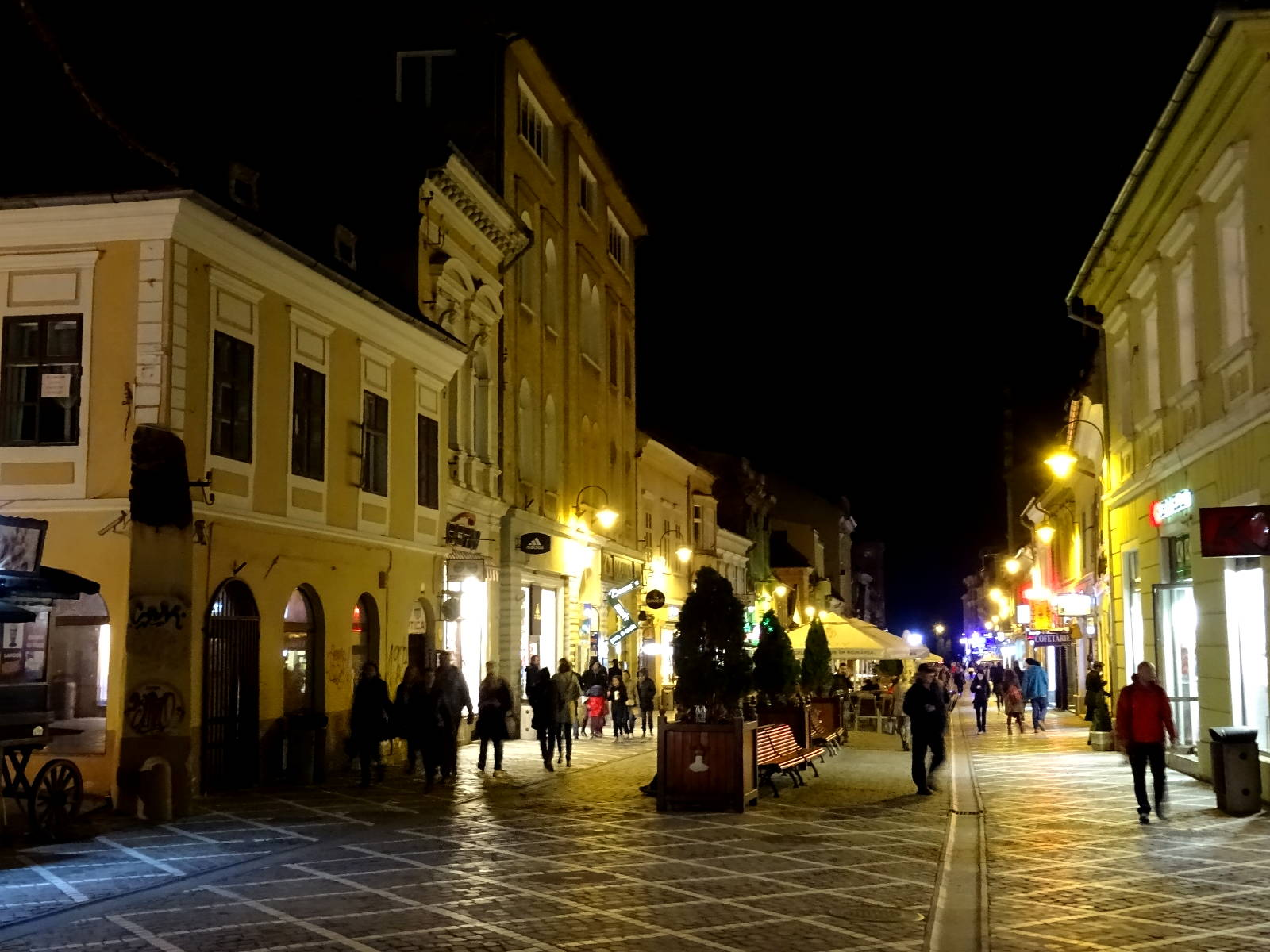
Casa Jekelius și strada Republicii noaptea
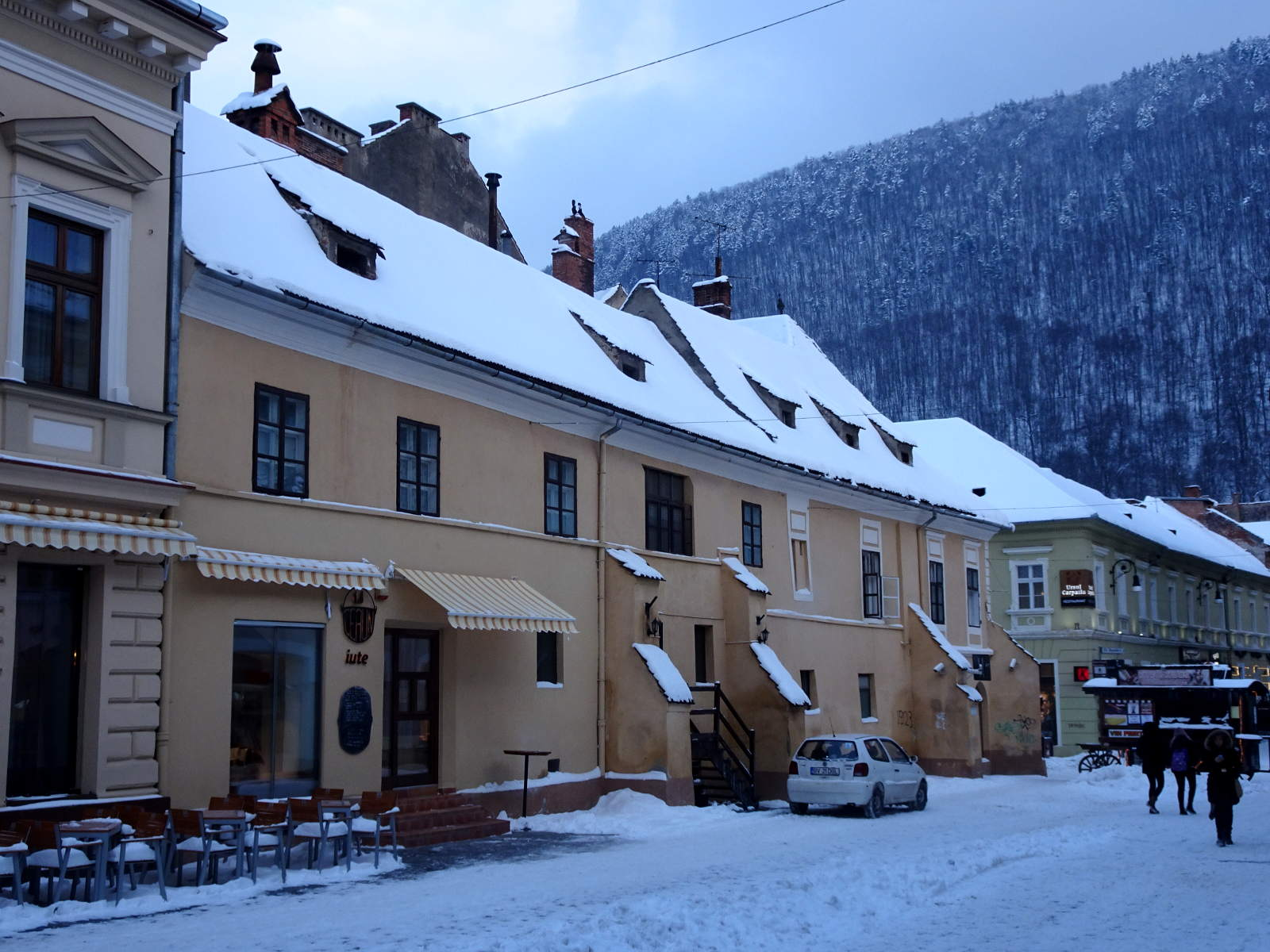
Casa Jekelius – vedere laterală iarna

## Curiozități
- Familia Jekelius era o familie veche din Brașov, arborele lor genealogic putându-se urmări până la reformatorul luteran Jeremias Jekel, contemporan al lui Johannes Honterus, care a ținut prima slujbă luterană la Brașov în 1542.[6]
- În casa lui Jekelius au fost găsite mai multe camere ascunse și, conform unor opinii, clădirea ar fi ascuns și unele comori.[3]
- Mobilierul farmaciei, acoperit cu furnir din rădăcină de nuc, a fost atât de atrăgător încât, la începutul secolului al XX-lea, Muzeul Farmaciei din Viena s-a oferit să îl cumpere. Cu toate acestea, Emil Jekelius a respins oferta, iar mobilierul a fost expropriat de stat după 1949, apoi a dispărut după 1989.[7]